# Antitypina
De Antitypina zijn een subtribus van vlinders in de tribus Xylenini van de Familie uilen (Noctuidae).

## Geslachten
- Ammoconia Lederer, 1857
- Ammopolia Boursin, 1955
- Andropolia Grote, 1895
- Antitype Hübner, 1821
- Aporophyla Guenée, 1841
- Blepharita Hampson, 1907
- Dasypolia Guenée, 1852
- Dichonia Hübner, 1821
- Dryobota Lederer, 1857
- Dryobotodes Warren, 1910
- Dryotype Hampson, 1906
- Evisa Reisser, 1930
- Fishia Grote, 1877
- Mesogona Boisduval, 1840
- Mniotype Franclemont, 1941
- Pachypolia Grote, 1874
- Platypolia Grote, 1895
- Polymixis Hübner, 1820
- Rhizagrotis Smith, 1890
- Rileyiana Moucha & Chávala, 1963
- Scotochrosta Lederer, 1857
- Sutyna Todd, 1958
- Trigonophora Hübner, 1821
- Xylotype Hampson, 1906